# Conus rubropennatus
Conus rubropennatus é uma espécie de gastrópode do gênero Conus, pertencente a família Conidae.